# Euplexia koreaeplexia
Euplexia koreaeplexia är en fjärilsart som beskrevs av Felix Bryk 1948. Euplexia koreaeplexia ingår i släktet Euplexia och familjen nattflyn. Inga underarter finns listade i Catalogue of Life.